# Ordulfo di Sassonia
Ordulfo, a volte chiamato Ottone, (1022 circa – 28 marzo 1072) fu duca di Sassonia dal 1059 alla morte.

## Biografia
Figlio di Bernardo II e di Eilika di Schweinfurt, della dinastia Schweinfurt, apparteneva alla famiglia Billunghi.
Il suo periodo come duca fu occupato dalle guerre contro i Venedi. Fu alleato della Danimarca in questa impresa e rafforzò questa alleanza sposando Wulfhild di Norvegia, figlia del re Olaf II di Norvegia, nel 1042. Il loro figlio Magnus successe a Ordulfo come duca di Sassonia.
La seconda moglie di Ordulfo, Gertrude di Haldensleben, figlia del conte Corrado, fu imprigionata a Magonza nel 1076 e morì il 21 febbraio 1116. Il loro figlio Bernardo morì dopo una caduta da cavallo a Luneburgo il 15 luglio di un anno sconosciuto.
Ordulfo è sepolto nella chiesa di San Michele a Luneburgo.

## Ascendenza
|                         |                         |                         | Genitori                              |  |  | Nonni |  |  | Bisnonni             |  |  | Trisnonni |  |
|                         |                         |                         |                                       |  |  |       |  |  | Gerberga di Gleiberg |  |  | Billung   |  |
|                         |                         |                         |                                       |  |  |       |  |  | Gerberga di Gleiberg |  |  | Billung   |  |
|                         |                         | Imma (?)                |                                       |  |  |       |  |  | Gerberga di Gleiberg |  |  |           |  |
| Bernardo I di Sassonia  |                         |                         |                                       |  |  |       |  |  | Gerberga di Gleiberg |  |  |           |  |
|                         |                         | Oda di Sassonia         | Lotario II di Stade                   |  |  |       |  |  |                      |  |  |           |  |
|                         |                         | Oda di Sassonia         | Lotario II di Stade                   |  |  |       |  |  |                      |  |  |           |  |
|                         |                         | Oda di Sassonia         | Swanhild di Sassonia                  |  |  |       |  |  |                      |  |  |           |  |
| Bernardo II di Sassonia |                         | Oda di Sassonia         |                                       |  |  |       |  |  |                      |  |  |           |  |
|                         |                         | Enrico I di Stade       | Arnolfo di Baviera                    |  |  |       |  |  |                      |  |  |           |  |
|                         |                         | Enrico I di Stade       | Arnolfo di Baviera                    |  |  |       |  |  |                      |  |  |           |  |
|                         |                         | Enrico I di Stade       | Giuditta del Friuli                   |  |  |       |  |  |                      |  |  |           |  |
| Ildegarda di Stade      |                         | Enrico I di Stade       |                                       |  |  |       |  |  |                      |  |  |           |  |
|                         |                         | Ildegarda di Reinhausen | Elli I di Reinhausen                  |  |  |       |  |  |                      |  |  |           |  |
|                         |                         | Ildegarda di Reinhausen | Elli I di Reinhausen                  |  |  |       |  |  |                      |  |  |           |  |
|                         |                         | Ildegarda di Reinhausen | …                                     |  |  |       |  |  |                      |  |  |           |  |
| Ordulfo di Sassonia     |                         | Ildegarda di Reinhausen |                                       |  |  |       |  |  |                      |  |  |           |  |
|                         | Bertoldo di Schweinfurt | …                       |                                       |  |  |       |  |  |                      |  |  |           |  |
|                         | Bertoldo di Schweinfurt | …                       |                                       |  |  |       |  |  |                      |  |  |           |  |
|                         | Bertoldo di Schweinfurt | …                       |                                       |  |  |       |  |  |                      |  |  |           |  |
| Enrico di Schweinfurt   | Bertoldo di Schweinfurt |                         |                                       |  |  |       |  |  |                      |  |  |           |  |
|                         |                         | Eilika di Walbeck       | Lotario II di Walbeck                 |  |  |       |  |  |                      |  |  |           |  |
|                         |                         | Eilika di Walbeck       | Lotario II di Walbeck                 |  |  |       |  |  |                      |  |  |           |  |
|                         |                         | Eilika di Walbeck       | Matilde di Arneburg                   |  |  |       |  |  |                      |  |  |           |  |
| Eilika di Schweinfurt   |                         | Eilika di Walbeck       |                                       |  |  |       |  |  |                      |  |  |           |  |
|                         |                         | Eriberto di Wetterau    | Odo di Wetterau                       |  |  |       |  |  |                      |  |  |           |  |
|                         |                         | Eriberto di Wetterau    | Odo di Wetterau                       |  |  |       |  |  |                      |  |  |           |  |
|                         |                         | Eriberto di Wetterau    | una figlia di Erberto I di Vermandois |  |  |       |  |  |                      |  |  |           |  |
| Gerberga di Gleiberg    |                         | Eriberto di Wetterau    |                                       |  |  |       |  |  |                      |  |  |           |  |
|                         |                         | Irmtrud di Avalgau      | Megingaudo di Gheldria                |  |  |       |  |  |                      |  |  |           |  |
|                         |                         | Irmtrud di Avalgau      | Megingaudo di Gheldria                |  |  |       |  |  |                      |  |  |           |  |
|                         |                         | Irmtrud di Avalgau      | Gerberga di Lorena                    |  |  |       |  |  |                      |  |  |           |  |
|                         |                         | Irmtrud di Avalgau      |                                       |  |  |       |  |  |                      |  |  |           |  |